# Lista de autoestradas de Portugal

Placa de autoestrada em Portugal

Em Portugal uma autoestrada, através do Código da Estrada (artigo 1.° do Decreto-Lei n.° 114/94, de 3 de maio) é uma via destinada a trânsito rápido, com separação física de faixas de rodagem, sem cruzamentos de nível, nem acesso a propriedades marginais, com acessos condicionados e sinalizada como tal. Tem no mínimo 2 vias de rodagem para cada sentido, com separação física de faixas de rodagem. É apenas acessíveis a veículos motorizados ligeiros e pesados, e com velocidade mínima de 50 km/h e máxima entre 80 e 120 km/h.
A rede nacional de autoestradas apresentava, em 2019, uma extensão total de 3.065 km, dos quais;
- 2.559 km (cerca de 83%) concessionados a empresas privadas;
- 204 km (cerca de 7%) sob gestão direta da empresa pública Infraestruturas de Portugal e;
- 302 km (cerca de 10%) subconcessionados por esta a empresas privadas.

A rede é composta por 36 diferentes autoestradas, sinalizadas com a letra "A" e um número a seguir, que contêm maioritariamente 2 vias em cada sentido (82%), podendo determinados lanços (ou autoestradas completas) conter 3 vias (17%) ou até 4 vias (≈1%) por sentido.
Com aproximadamente 3.065 km de extensão total de autoestradas, Portugal tem a 4° maior rede de autoestradas na Europa, estando somente atrás de países como Espanha, Alemanha e França, e o segundo país europeu com a maior rede de autoestradas por habitante, estando somente atrás da Espanha.
A grande maioria das autoestradas nacionais são portajadas (83% da extensão da rede nacional), coexistindo dois sistemas de portagem distintos: as portagens tradicionais (52%) ou as portagens eletrónicas (32%). Não obstante, toda a rede está coberta por um sistema de cobrança eletrónica de portagens – o sistema Via Verde – sendo que em todas as praças de portagem tradicionais existe pelo menos uma via dedicada à cobrança eletrónica.
Todas as sub-regiões estão ligadas com uma autoestrada, a maioria das autoestradas ligam a capital da sub-região. De fora estão as sub-regiões do Alto Alentejo e do Baixo Alentejo, aonde as autoestradas passam pela sub-região sem ligar a cidade administrativa. As regiões autónomas da Madeira e dos Açores não dispõem de uma rede de autoestradas oficiais, mas sim de uma rede de vias rápidas com um perfil de uma autoestrada, sem a letra "A" à frente de cada número.

## Rede Nacional de Autoestradas

### Autoestradas
A seguinte tabela faz um enquadramento geográfico de cada autoestrada, indicando para cada autoestrada a designação, os locais de início e final e a extensão total. Todas as regiões NUTS 3 são servidas por pelo menos uma autoestrada.
| Número | Designação                                         | Percurso | Extensão | Situação                                                                                   | Mapa |
| ------ | -------------------------------------------------- | --- | -------- | ------------------------------------------------------------------------------------------ | ---- |
| A 1    | Autoestrada do Norte                               | Lisboa – Vila Franca de Xira – Santarém – Fátima – Leiria – Pombal – Coimbra – Mealhada – Aveiro – Albergaria-a-Velha – Estarreja – Santa Maria da Feira – Vila Nova de Gaia – Porto | 302 km   | Em serviço                                                                                 |      |
| A 2    | Autoestrada do Sul                                 | Lisboa – Almada – Seixal – Barreiro – Palmela – Setúbal – Alcácer do Sal – Grândola – Aljustrel – Ourique – Castro Verde – Almodôvar – Paderne                                       | 241 km   | Em serviço                                                                                 |      |
| A 3    | Autoestrada Entre-Douro-e-Minho                    | Porto – Santo Tirso – Trofa – Vila Nova de Famalicão – Braga – Valença – Espanha | 112 km   | Em serviço                                                                                 |      |
| A 4    | Autoestrada Transmontana                           | Matosinhos – Porto – Maia – Ermesinde – Valongo – Paredes – Penafiel – Amarante – Vila Real – Mirandela – Macedo de Cavaleiros – Bragança – Espanha                                  | 223 km   | Em serviço                                                                                 |      |
| A 5    | Autoestrada da Costa do Estoril                    | Lisboa – Oeiras – Cascais | 25 km    | Em serviço                                                                                 |      |
| A 6    | Autoestrada do Alentejo                            | Marateca – Vendas Novas – Montemor-o-Novo – Évora – Estremoz – Borba – Elvas – Espanha                                                                                               | 158 km   | Em serviço                                                                                 |      |
| A 7    | Autoestrada do Gerês                               | Póvoa de Varzim – Vila Nova de Famalicão – Guimarães – Fafe – Vila Pouca de Aguiar                                                                                                   | 104 km   | Em serviço                                                                                 |      |
| A 8    | Autoestrada do Oeste                               | Lisboa – Odivelas – Loures – Torres Vedras – Caldas da Rainha – Alcobaça – Marinha Grande – Leiria                                                                                   | 136 km   | Em serviço                                                                                 |      |
| A 8-1  | Circular Oriental de Leiria                        | Leiria Norte – Pousos | 3 km     | Em serviço                                                                                 |      |
| A 9    | Circular Regional Exterior de Lisboa               | Lisboa – Oeiras – Queluz – Amadora – Loures – Alverca do Ribatejo | 34 km    | Em serviço                                                                                 |      |
| A 10   | Autoestrada do Ribatejo                            | Alverca do Ribatejo – Arruda dos Vinhos – Benavente – Samora Correia – Santo Estêvão                                                                                                 | 40 km    | Em serviço                                                                                 |      |
| A 11   | Autoestrada do Baixo Minho                         | Apúlia – Barcelos – Braga – Guimarães – Amarante – Castelões | 71 km    | Em serviço                                                                                 |      |
| A 12   | Autoestrada do Sul do Tejo                         | Lisboa – Montijo – Setúbal | 43 km    | Em serviço                                                                                 |      |
| A 13   | Autoestrada do Pinhal Interior                     | Marateca – Salvaterra de Magos – Almeirim – Santarém Atalaia – Tomar – Coimbra | 163 km   | Parcialmente em serviço Almeirim – Atalaia (44 km) Coimbra – Souselas (13 km)              |      |
| A 13-1 | Radial de Coimbra                                  | Almalaguês – Condeixa-a-Nova | 9 km     | Em serviço                                                                                 |      |
| A 14   | Autoestrada do Baixo Mondego                       | Coimbra – Cantanhede – Figueira da Foz | 40 km    | Em serviço                                                                                 |      |
| A 15   | Autoestrada do Atlântico                           | Santarém – Rio Maior – Caldas da Rainha | 40 km    | Em serviço                                                                                 |      |
| A 16   | Circular Exterior da Área Metropolitana de Lisboa  | Cascais – Sintra – Agualva-Cacém – Belas | 23 km    | Em serviço                                                                                 |      |
| A 17   | Autoestrada do Litoral Centro                      | Marinha Grande – Leiria – Figueira da Foz – Ílhavo – Aveiro | 117 km   | Em serviço                                                                                 |      |
| A 18   | Autoestrada de Lisboa Norte                        | Torres Vedras – Carregado | ~19 km   | Em projeto                                                                                 |      |
| A 19   | Variante da Batalha                                | Batalha – Leiria | 16 km    | Em serviço                                                                                 |      |
| A 20   | Circular Regional Interior do Porto                | Vila Nova de Gaia – Porto | 17 km    | Em serviço                                                                                 |      |
| A 21   | Autoestrada de Mafra                               | Ericeira – Mafra – Venda do Pinheiro | 21 km    | Em serviço                                                                                 |      |
| A 22   | Via do Infante de Sagres                           | Bensafrim – Lagos – Portimão – Lagoa – Silves – Albufeira – Loulé – Faro – Olhão – Tavira – Vila Real de Santo António – Espanha                                                     | 132 km   | Em serviço                                                                                 |      |
| A 23   | Autoestrada da Beira Interior                      | Zibreira – Torres Novas – Entroncamento – Abrantes – Castelo Branco – Fundão – Covilhã – Guarda                                                                                      | 215 km   | Em serviço                                                                                 |      |
| A 24   | Autoestrada do Interior Norte                      | Viseu – Lamego – Peso da Régua – Vila Real – Vila Pouca de Aguiar – Chaves – Vila Verde da Raia – Espanha                                                                            | 161 km   | Em serviço                                                                                 |      |
| A 25   | Autoestrada das Beiras Litoral e Alta              | Barra – Ílhavo – Aveiro – Albergaria-a-Velha – Vouzela – Viseu – Mangualde – Guarda – Vilar Formoso – Espanha                                                                        | 196 km   | Em serviço                                                                                 |      |
| A 26   | Autoestrada do Baixo Alentejo                      | Sines – Santiago do Cacém Grândola – Ferreira do Alentejo | 22 km    | Parcialmente em serviço S. do Cacém – Grândola (39 km) Ferreira do Alentejo – Beja (37 km) |      |
| A 26-1 | Variante de Sines                                  | Sines – Vila Nova de Santo André | 8 km     | Em serviço                                                                                 |      |
| A 27   | Autoestrada do Vale do Lima                        | Viana do Castelo – Ponte de Lima | 25 km    | Em serviço                                                                                 |      |
| A 28   | Autoestrada do Litoral Norte                       | Porto – Matosinhos – Vila do Conde – Póvoa de Varzim – Esposende – Viana do Castelo – Caminha                                                                                        | 94 km    | Parcialmente em serviço Vilar de Mouros – Valença (~18 km)                                 |      |
| A 29   | Autoestrada da Costa da Prata                      | Angeja – Aveiro – Estarreja – Ovar – Esmoriz – Espinho – Vila Nova de Gaia | 54 km    | Em serviço                                                                                 |      |
| A 32   | Autoestrada Entre-Douro-e-Vouga                    | Oliveira de Azeméis – São João da Madeira – Vila Nova de Gaia | 33 km    | Em serviço                                                                                 |      |
| A 33   | Circular Regional Interior da Península de Setúbal | Costa da Caparica – Almada – Seixal – Barreiro – Moita – Montijo | 37 km    | Parcialmente em serviço Montijo – Canha (21,8 km)                                          |      |
| A 35   | Autoestrada da Beira Alta                          | Santa Comba Dão – Carregal do Sal – Canas de Senhorim | 22 km    | Parcialmente em serviço Canas de Senhorim – Nelas – Mangualde (22 km)                      |      |
| A 41   | Circular Regional Exterior do Porto                | Freixieiro – Matosinhos – Maia – Alfena – Valongo – Gandra – Vila Nova de Gaia – Argoncilhe – Espinho                                                                                | 62 km    | Em serviço                                                                                 |      |
| A 42   | Autoestrada do Douro Litoral                       | Seroa – Lordelo – Paços de Ferreira –Freamunde – Lousada – Felgueiras | 24 km    | Em serviço                                                                                 |      |
| A 43   | Via Rápida de Gondomar                             | Porto – Gondomar – Valbom | 16 km    | Em serviço                                                                                 |      |
| A 44   | Radial de Vila Nova de Gaia                        | Vila Nova de Gaia – Freixo Sul | 8 km     | Em serviço                                                                                 |      |
| VRI    | Via Regional Interior                              | Custoais – Aeroporto Francisco Sá Carneiro | 3 km     | Em serviço                                                                                 |      |

### Vias rápidas com perfil de autoestrada
Existem 8 vias rápidas com um perfil de autoestrada que dispõem de uma numeração "AX", se forem convertidas para uma autoestrada oficial. Tem uma extensão de 78,7 km. Não são autoestradas oficiais, mas tem um perfil de autoestrada e dispõe da númeração. Um exemplo é a A47 entre Maceda (Ovar) e Santa Maria da Feira. 
| Designação | Autoestrada | Designação                           | Ligação                       | Extensão |
| ---------- | ----------- | ------------------------------------ | ----------------------------- | -------- |
| IC 2       | A 30        | Autoestrada do Estuário do Tejo      | Sacavém – Santa Iria da Azóia | 9,5 km   |
| IC 2       | A 31        | Variante de Coimbra                  | Taveiro – Souselas            | 14,3 km  |
| IC 8       | A 34        | Autoestrada do Pombal                | A 1 – Pombal                  | 4,1 km   |
| IC 17      | A 36        | Circular Regional Interior de Lisboa | Algés – Sacavém               | 20 km    |
| IC 19      | A 37        | Radial de Sintra                     | Lisboa – Sintra               | 15,8 km  |
| IC 20      | A 38        | Via Rápida da Caparica               | Almada – Costa da Caparica    | 6 km     |
| IC 21      | A 39        | Via Rápida do Barreiro               | Coina – Barreiro              | 4,7 km   |
| IC 22      | A 40        | Radial de Odivelas                   | Casal de Cambra – Odivelas    | 4,4 km   |

## Autoestradas por divisões
As autoestradas tem uma grande importância para o movimento de pessoas e bens em Portugal, ligando o país de norte a sul e do oeste ao leste, passando por cidades e áreas metropolitanas e atravessando todas as regiões portuguesas.

### Região
Todas as regiões portuguesas, situadas no continente, dispõe de pelo menos duas autoestradas. A Região Norte é a região com mais autoestradas, com um total de 16 das 36 autoestradas. A seguir vem a Região Centro com 15, a Área Metropolitana de Lisboa com 9, o Alentejo com 8 e o Algarve com 2 autoestradas.
| Região       | Autoestrada                                                                                              |
| ------------ | --- |
| Norte        | A 1 , A 3 , A 4 , A 7 , A 11 , A 20 , A 24 , A 27 , A 28 , A 29 , A 32 , A 41 , A 42 , A 43 , A 44 , VRI |
| Centro       | A 1 , A 8 , A 8-1 , A 10 , A 13 , A 13-1 , A 14 , A 15 , A 17 , A 19 , A 23 , A 24 , A 25 , A 29 , A 35  |
| AM de Lisboa | A 1 , A 2 , A 5 , A 8 , A 9 , A 12 , A 16 , A 21 , A 33                                                  |
| Alentejo     | A 1 , A 2 , A 6 , A 10 , A 13 , A 15 , A 26 , A 26-1                                                     |
| Algarve      | A 2 , A 22                                                                                               |

### Sub-região
A seguinte lista demostra a extensão das autoestradas em cada uma das 25 sub-regiões, sendo nas áreas metropolitanas de Lisboa, do Porto e a Região de Coimbra registado a maior extensão de autoestradas, com mais de 170 km em cada uma das comunidades. Já no número de habitantes por km de autoestrada destaca-se na Área Metropolitana de Lisboa com mais de 10 mil habitantes por km, a Área Metropolitana do Porto com mais de 6 mil habitantes por km e o Alto Alentejo com perto de 3 mil habitantes por km de autoestrada.
A Área Metropolitana do Porto tem o maior número de autoestradas a percorrerem a comunidade, com onze autoestradas, a seguir da Área Metropolitana de Lisboa com nove e a Região de Coimbra com cinco, destacando-se por serem todas capitais de regiões.
| Sub-região | Sub-região                   | Extensão total em km | Habitantes por km | Autoestradas                                                          |
| ---------- | ---------------------------- | -------------------- | ----------------- | --------------------------------------------------------------------- |
|            | Alto Minho                   | 131 km               | 1 765             | A 3 , A 27 , A 28                                                     |
|            | Alto Tâmega                  | 94 km                | 897               | A 7 , A 24                                                            |
|            | Área Metropolitana do Porto  | 267 km               | 6 708             | A 1 , A 3 , A 4 , A 7 , A 20 , A 29 , A 32 , A 41 , A 42 , A 43 , VRI |
|            | Ave                          | 93 km                | 4 500             | A 3 , A 7 , A 11                                                      |
|            | Cávado                       | 72 km                | 5 787             | A 3 , A 11 , A 28                                                     |
|            | Douro                        | 128 km               | 1 436             | A 4 , A 24                                                            |
|            | Tâmega e Sousa               | 82 km                | 4 984             | A 4 , A 11 , A 42                                                     |
|            | Terras de Trás-os-Montes     | 92 km                | 1 166             | A 4                                                                   |
|            | Beira Baixa                  | 64 km                | 1 262             | A 23                                                                  |
|            | Beiras e Serra da Estrela    | 151 km               | 1 395             | A 23 , A 25                                                           |
|            | Médio Tejo                   | 137 km               | 1 669             | A 1 , A 13 , A 23                                                     |
|            | Oeste                        | 98 km                | 3 710             | A 8 , A 15                                                            |
|            | Região de Aveiro             | 160 km               | 2 297             | A 1 , A 17 , A 25 , A 29                                              |
|            | Região de Coimbra            | 172 km               | 2 540             | A 1 , A 13 , A 13-1 , A 14 , A 17                                     |
|            | Região de Leiria             | 124 km               | 2 370             | A 1 , A 8 , A 8-1 , A 17 , A 19                                       |
|            | Viseu Dão-Lafões             | 143 km               | 2 072             | A 24 , A 25 , A 35                                                    |
|            | Área Metropolitana de Lisboa | 285 km               | 10 073            | A 1 , A 2 , A 5 , A 8 , A 9 , A 12 , A 16 , A 21 , A 33               |
|            | Alentejo Central             | 129 km               | 1 182             | A 2 , A 6                                                             |
|            | Alentejo Litoral             | 83 km                | 1 162             | A 2 , A 26 , A 26-1                                                   |
|            | Alto Alentejo                | 35 km                | 2 998             | A 6                                                                   |
|            | Baixo Alentejo               | 96 km                | 1 197             | A 2 , A 26                                                            |
|            | Lezíria do Tejo              | 149 km               | 1 572             | A 1 , A 10 , A 13 , A 15                                              |
|            | Algarve                      | 161 km               | 2 904             | A 2 , A 22                                                            |
| PORTUGAL   | PORTUGAL                     | 3 065 km             | 3 378             | –                                                                     |

## Tráfego

### Autoestradas com maior afluência
As autoestradas com mais tráfego médio diário, em agosto de 2021, foram a   A 37  com mais de 100 mil veículos diários, a   A 20  com mais de 87 mil veículos diários, a   A 5  com mais de 76 mil veículos diários, a   A 44  com mais de 62 mil veículos diários e a   A 36  com mais de 59 mil veículos diários.
| Autoestrada | Tráfego médio diário, agosto de 2021 |
| ----------- | ------------------------------------ |
| A 37        | 100.137                              |
| A 20        | 87.664                               |
| A 5         | 76.496                               |
| A 44        | 62.228                               |
| A 36        | 61.375                               |
| A 38        | 59.493                               |
| A 1         | 49.876                               |
| A 12        | 43.151                               |
| A 28        | 37.951                               |
| A 2         | 37.122                               |
| A 40        | 35.935                               |
| A 30        | 30.733                               |
| A 3         | 29.736                               |
| A 33        | 29.059                               |
| A 8         | 27.465                               |
| A 39        | 26.999                               |
| A 22        | 25.401                               |
| A 16        | 24.845                               |
| A 29        | 23.224                               |
| A 41        | 22.290                               |
| A 43        | 20.456                               |
| A 4         | 19.612                               |
| A 9         | 19.272                               |
| A 11        | 17.070                               |
| A 42        | 17.020                               |
| A 25        | 16.802                               |
| A 7         | 15.323                               |
| A 21        | 14.622                               |
| A 27        | 13.968                               |
| A 17        | 12.280                               |
| A 23        | 11.720                               |
| A 14        | 11.655                               |
| A 19        | 11.458                               |
| A 32        | 9.586                                |
| A 13        | 9.580                                |
| A 10        | 9.388                                |
| A 24        | 8.274                                |
| A 15        | 7.569                                |
| A 6         | 7.443                                |
| A 13-1      | 5.313                                |

### Troços com maior afluência
A seguinte tabela mostra todos os troços de autoestrada com mais de 120 mil veículos por dia em agosto de 2021. Todos os troços se econtram nas cidades de Lisboa e do Porto. O único troço sendo portajado de todos os outros troços é a da   A 2 , a travessia da Ponte 25 de Abril.
| Autoestrada | Troço                                  | Tráfego médio diário, agosto de 2021 |
| ----------- | -------------------------------------- | ------------------------------------ |
| A 2         | Ponte 25 de Abril                      | 147.795                              |
| A 20        | Antas – Nó A 3                         | 135.392                              |
| A 3         | EN 12 – Águas Santas (Nó A 4 )         | 128.100                              |
| A 20        | Paranhos – Ameal                       | 126.357                              |
| IC 19       | Hospital – Palácio                     | 125.595                              |
| A 20        | Regado – Francos (Nó A 28 )            | 124.740                              |
| A 28        | Boavista – EN 12                       | 124.360                              |
| A 5         | Miraflores (Nó IC 17 ) – Linda-a-Velha | 124.297                              |
| A 20        | Mercado Abastecedor – Antas            | 123.424                              |
| IC 19       | Palácio – Queluz                       | 121.920                              |

## Portagens

### Autoestradas mais caras
A seguinte tabela mostra a comparação das autoestradas (incluído troços com pontes) mais caras do país, cujo valor da tarifa de portagem por km, em cêntimos por km.
| Autoestrada | Troço             | Valor              |
| ----------- | ----------------- | ------------------ |
| A 2         | Ponte 25 de Abril | 15,4 cêntimos / km |
| A 11        | A 11              | 10,2 cêntimos / km |
| A 21        | A 21              | 10,1 cêntimos / km |
| A 9         | A 9               | 9,9 cêntimos / km  |

### Autoestradas mais baratas
A seguinte tabela mostra a comparação das autoestradas (incluído troços com pontes) mais baratas, cujo valor da tarifa de portagem por km, em cêntimos por km. As autoestradas apresentam-se como as mais baratas, o que, no entanto, está intimamente ligado ao facto de grande parte das respetivas extensões serem gratuitas (neste caso, mais de 40% da extensão), mas existe troços da autoestrada, aonde se paga.
| Autoestrada | Valor             |
| ----------- | ----------------- |
| A 43        | 4,8 cêntimos / km |
| A 33        | 4,8 cêntimos / km |
| A 28        | 4,1 cêntimos / km |
| A 4         | 3,5 cêntimos / km |

## Categorias

### Autoestradas nacionais
Uma autoestrada nacional é uma autoestrada que liga duas ou várias regiões portuguesas ou faz uma ligação com a Espanha.
  A 1  – Autoestrada do Norte é a principal autoestrada de Portugal a ligar tudo a norte de Lisboa, ligando as duas principais cidades de Portugal com quatro regiões, através da ligação com a região da Área Metropolitana de Lisboa com Lisboa, a região do Alentejo com Santarém, a região do Centro com Leiria, Coimbra e Aveiro e a região Norte com o Porto.
  A 2  – Autoestrada do Sul é a principal autoestrada de Portugal a ligar tudo a sul de Lisboa, que liga a região da Área Metropolitana de Lisboa, através da cidade de Lisboa com a região do Algarve, através da cidade de Albufeira, passando pela região do Alentejo.
  A 3  – Autoestrada do Minho é uma autoestrada nacional a ligar a cidade do Porto, na região Norte, com a Espanha, passando por grandes áreas urbanas das sub-regiões da Área Metropolitana do Porto, Ave, Cávado e Alto Minho.
  A 4  – Autoestrada Transmontana é uma autoestrada nacional a ligar o litoral com o interior da região Norte e a Espanha, ligando o Porto com Bragança é aí segue direção à Espanha.
  A 6  – Autoestrada do Alentejo é uma autoestrada nacional a ligar o sudeste da região da Área Metropolitana de Lisboa a Espanha, passando pela região do Alentejo.
  A 8  – Autoestrada do Oeste é uma autoestrada nacional a ligar a região da Área Metropolitana de Lisboa com o litoral sul da região do Centro, através da ligação entre as cidades de Lisboa, Caldas da Rainha e Leiria. 
  A 24  – Autoestrada do Interior Norte é uma autoestrada nacional por ser uma ligação internacional, ligando Viseu, a norte, com a Espanha, através das sub-regiões do Alto Tâmega e do Douro. 

### Autoestradas secundárias
Uma autoestrada secundária é uma autoestrada que liga duas sub-regiões dentro de uma região.

#### Norte
A 3  – Autoestrada do Minho é uma autoestrada nacional por ser uma ligação internacional, ligando Porto com a Espanha, mas também é uma autoestrada secundária, por ligar todo o litoral da região Norte, através da ligação entre a Área Metropolitana do Porto com as sub-regiões do Ave, Cávado e Alto Minho.
  A 4  – Autoestrada Transmontana é uma autoestrada nacional por ser uma ligação internacional, ligando o Porto com a Espanha, mas também é uma autoestrada secundária, por ligar o litoral com o interior da região Norte, através da ligação entre a Área Metropolitana do Porto, com as sub-regiões do Tâmega e Sousa, Douro e Terras de Trás-os-Montes.
  A 7  – Autoestrada do Gerês é uma autoestrada secundária, ligando o norte da Área Metropolitana do Porto com as sub-regiões do Cávado e Ave, até chegar ao Alto Tâmega.
  A 11  – Autoestrada do Baixo Minho é uma autoestrada secundária, ligando a sub-região do Cávado, através do Ave, com a sub-região do Tâmega e Sousa, fazendo um desvio fora da Área Metropolitana do Porto.
  A 24  – Autoestrada do Interior Norte é uma autoestrada nacional por ser uma ligação internacional, ligando Viseu, a norte, com a Espanha, mas também é uma autoestrada secundária, por ligar as sub-regiões do Alto Tâmega e do Douro.

### Autoestradas urbanas
Uma autoestrada urbana é uma autoestrada que liga duas ou várias áreas urbanas dentro de uma área metropolitana ou de uma cidade de grande dimensão.

#### Porto
A 20  – Circular Regional Interior do Porto é uma autoestrada que liga a cidade do Porto com Vila Nova de Gaia, passado pela Ponte do Freixo.
  A 32  – Autoestrada de Entre-Douro-e-Vouga é uma autoestrada que liga Vila Nova de Gaia com Oliveira de Azeméis, passando por Santa Maria da Feira e São João da Madeira, ligando o interior sul com o litoral da Área Metropolitana do Porto.
  A 41  – Circular Regional Exterior do Porto (CREP) é uma autoestrada que liga Matosinhos com Espinho, passando pelos municípios de Maia, Valongo e Vila Nova de Gaia, ligando o interior norte com o litoral da Área Metropolitana do Porto.
  A 43  – Radial de Gondomar é uma autoestrada que liga o Porto com a A41, travessando o município de Gondomar e passando a paralelo o rio Douro.
  A 44  – Autoestrada de Vila Nova de Gaia é uma autoestrada que liga a Ponte do Freixo com o sul de Vila Nova de Gaia, passando pelo centro de Vila Nova de Gaia.
  VRI  – Via Regional Interior é uma autoestrada que liga o Aeroporto Francisco Sá Carneiro com Matosinhos e com autoestradas arredores, com a A4 e a A41.

#### Lisboa
A 5  – Autoestrada da Costa do Estoril é uma autoestrada que liga os município de Cascais, Oeiras e Lisboa, passando a paralelo à costa do rio Tejo.
  A 9  – Circular Regional Exterior de Lisboa (CREL) é uma autoestrada que liga as áreas urbanas do exterior da cidade de Lisboa. Começa em Queijas, no município de Oeiras, passando pelos municípios de Amadora, Sintra, Loures e acaba em Alverca do Ribatejo, no município de Vila Franca de Xira.
  A 12  – Autoestrada Sul do Tejo é uma autoestrada que liga Lisboa com Setúbal, travessando o rio Tejo através da Ponte Vasco da Gama, passando pelos municípios do Montijo e Palmela.
  A 16  – Circular Exterior da Área Metropolitana de Lisboa é uma autoestrada que liga os municípios de Sintra e Cascais, começando em Queluz, no município de Sintra, e acaba em Alcabideche, no município de Cascais.
  A 21  – Autoestrada de Mafra é uma autoestrada que liga a A8 em Venda dos Pinheiro com a Ericeira, travessando a cidade de Mafra.
  A 30  – Autoestrada do Estuário do Tejo é uma via rápida, com perfil de autoestrada, que liga Sacavém com Santa Iria da Azóia, localizados no município de Loures, ligando o terminal da Bobadela, passando a paralelo a costa do rio Tejo.
  A 33  – Circular Regional Interior da Península de Setúbal (CRIPS) é uma autoestrada que liga a Costa da Caparica, localizado no município de Almada, com Alcochete, passando pelos municípios do Seixal, Barreiro, Moita e Montijo.
  A 36  – Circular Regional Interior de Lisboa (CRIL) é uma via rápida, com perfil de autoestrada, que liga o exterior do município de Lisboa e municípios arredores, como Oeiras, Amadora e Loures.
  A 37  – Radial de Sintra é uma via rápida, com perfil de autoestrada, que liga Lisboa com Sintra, travessando o município da Amadora e grandes áreas urbanas localizadas no município de Sintra.
  A 38  – Via Rápida da Caparica é uma via rápida, com perfil de autoestrada, que liga Almada com a Costa da Caparica, passando a paralelo à costa do rio Tejo.
  A 39  – Via Rápida do Barreiro é uma via rápida, com perfil de autoestrada, que liga a A2 em Coina, no município de Palmela, com o Barreiro.
  A 40  – Radial de Odivelas é uma via rápida, com perfil de autoestrada, que liga ao norte a A9 com Odivelas e à A36, no sul.

#### Coimbra
A 13-1  – Radial de Coimbra é uma autoestrada que liga a A1 com a A13 no sul de Coimbra, passando por Condeixa-a-Nova.
  A 31  – Variante de Coimbra é uma via rápida, com perfil de autoestrada, que liga no oeste a A1 com a A14 no norte, passando pelo centro de Coimbra e aproximar a ligação das duas autoestradas ao centro da cidade.

#### Leiria
A 19  – Variante da Batalha é uma autoestrada que liga Leiria com Porto de Mós, travessando a A8 e passando pela Batalha.

#### Pombal
A 34  – Autoestrada de Pombal é uma via rápida, com perfil de autoestrada, que liga a cidade de Pombal com a A1.

## Evolução da rede de autoestradas

### Anos 40
Nos anos 40 houve somente a inauguração do primeiro troço de autoestrada em Portugal, com uma extensão de 8,1 km.

#### 1944
Abertura do troço da   A 5  entre Lisboa e o Estádio Nacional, com uma extensão de 8,1 km.

### Anos 60
Nos anos 60 inaugurou-se os primeiros troços das duas principais autoestradas do país, com uma extensão de 55,1 km.
| Ano                                               | Autoestrada                                       | Troço                                             | Extensão |
| ------------------------------------------------- | ------------------------------------------------- | ------------------------------------------------- | -------- |
| 1960                                              | A 1                                               | Coimbrões–São Pedro da Afurada                    | 4,3 km   |
| 1960                                              | A 28                                              | Via Panorâmica–Matosinhos                         | 6,1 km   |
| 1961                                              | A 1                                               | Lisboa–Vila Franca de Xira                        | 23,9     |
| 1963                                              | A 1                                               | Carvalhos–Coimbrões                               | 7,2 km   |
| 1963                                              | A 1                                               | Ponte da Arrábida                                 | 1 km     |
| 1966                                              | A 2                                               | Ponte 25 de Abril                                 | 12,6 km  |
| Inauguração de troços de autoestradas nos anos 60 | Inauguração de troços de autoestradas nos anos 60 | Inauguração de troços de autoestradas nos anos 60 | 55,1 km  |

#### Anos 70
Nos anos 70 inaugurou-se vários troços das duas principais autoestradas do país, com uma extensão de 31,8 km.
| Ano                                               | Autoestrada                                       | Troço                                             | Extensão |
| ------------------------------------------------- | ------------------------------------------------- | ------------------------------------------------- | -------- |
| 1977                                              | A 1                                               | Vila Franca de Xira–Carregado                     | 5,7 km   |
| 1978                                              | A 2                                               | Fogueteiro–Coina                                  | 20,9 km  |
| 1979                                              | A 2                                               | Setúbal–Palmela                                   | 5,2 km   |
| Inauguração de troços de autoestradas nos anos 70 | Inauguração de troços de autoestradas nos anos 70 | Inauguração de troços de autoestradas nos anos 70 | 31,8 km  |

### Anos 80
Nos anos 80 inaugurou-se vários troços de autoestradas nos arredores das grandes áreas metropolitanas, com uma extensão de 181,4 km.
| Ano                                               | Autoestrada                                       | Troço                                             | Extensão |
| ------------------------------------------------- | ------------------------------------------------- | ------------------------------------------------- | -------- |
| 1980                                              | A 1                                               | Carregado–Aveiras de Cima                         | 15,6 km  |
| 1980                                              | A 1                                               | Santa Maria da Feira–Carvalhos                    | 17,1 km  |
| 1982                                              | A 1                                               | Condeixa-a-Nova–Mealhada                          | 27,7 km  |
| 1983                                              | A 1                                               | Albergaria-a-Velha–Santa Maria da Feira           | 27,2 km  |
| 1984                                              | A 8                                               | Calçada de Carriche–Frielas                       | 2,1 km   |
| 1985                                              | A 28                                              | Matosinhos–Perafita                               | 7 km     |
| 1985                                              | A 37                                              | Lisboa–Amadora                                    | 7 km     |
| 1987                                              | A 1                                               | Mealhada–Albergaria-a-Velha                       | 38,3 km  |
| 1988                                              | A 3                                               | Porto–Águas Santas                                | 4,2 km   |
| 1988                                              | A 20                                              | Francos–Amial                                     | 8,4 km   |
| 1989                                              | A 3                                               | Águas Santas–Cruz                                 | 26,8 km  |
| Inauguração de troços de autoestradas nos anos 80 | Inauguração de troços de autoestradas nos anos 80 | Inauguração de troços de autoestradas nos anos 80 | 181,4 km |

### Anos 90
| Ano                                               | Autoestrada                                       | Troço                                             | Extensão   |
| ------------------------------------------------- | ------------------------------------------------- | ------------------------------------------------- | ---------- |
| 1990                                              | A 1                                               | Aveiras de Cima–Torres Novas                      | 47,6 km    |
| 1990                                              | A 4                                               | Águas Santas–Campo                                | 12,3 km    |
| 1991                                              | A 1                                               | Torres Novas–Condeixa-a-Nova                      | 87,5 km    |
| 1991                                              | A 4                                               | Campo–Penafiel                                    | 17 km      |
| 1991                                              | A 5                                               | Estádio Nacional–Cascais                          | 16,9 km    |
| 1991                                              | A 8                                               | Frielas–Venda do Pinheiro                         | 14,8 km    |
| 1991                                              | A 22                                              | Ponte Internacional do Guadiana                   | 3 km       |
| 1991                                              | A 25                                              | Barra–Albergaria-a-Velha                          | 22,9 km    |
| 1991                                              | A 31                                              | Ribeira de Frades–Trouxemil                       | 13 km      |
| 1992                                              | A 22                                              | Albufeira–Castro Marim                            | 82,6 km    |
| 1993                                              | A 28                                              | Darque–Meadela                                    | 4,4 km     |
| 1994                                              | A 2                                               | Palmela–Marateca                                  | 19,3 km    |
| 1994                                              | A 3                                               | Cruz–Braga Oeste                                  | 11,8 km    |
| 1994                                              | A 7                                               | Famalicão–Selho                                   | 17,1 km    |
| 1994                                              | A 9                                               | Estádio Nacional–Queluz                           | 3,4 km     |
| 1994                                              | A 11                                              | Guimarães Oeste–Selho                             | 1,8 km     |
| 1994                                              | A 14                                              | Figueira da Foz–Montemor-o-Velho (oeste)          | 12,2 km    |
| 1994                                              | A 23                                              | Zibreira–Torres Novas                             | 10 km      |
| 1994                                              | A 37                                              | Amadora - Ranholas                                | 9 km       |
| 1995                                              | A 2                                               | Marateca– A 6 / A 13                              | 1,9 km     |
| 1995                                              | A 4                                               | Penafiel–Amarante                                 | 22 lkm     |
| 1995                                              | A 6                                               | Marateca–Montemor-o-Novo (este)                   | 43,9 km    |
| 1995                                              | A 8                                               | Torres Vedras (sul)–Torres Vedras (norte)         | 5,9 km     |
| 1995                                              | A 8                                               | Bombarral (sul)–Tornada                           | 16,3 km    |
| 1995                                              | A 9                                               | Queluz–Alverca                                    | 9 km       |
| 1995                                              | A 16                                              | Lourel–Ranholas                                   | 3,6 km     |
| 1995                                              | A 23                                              | Torres Novas–Abrantes                             | 27,7 km    |
| 1995                                              | A 29                                              | Maceda–Valadares                                  | 16,7 km    |
| 1995                                              | A 35                                              | Santa Comba-Dão–Canas de Senhorim                 | 21 km      |
| 1996                                              | A 8                                               | Malveira–Torres Vedras (sul)                      | 17,3 km    |
| 1996                                              | A 28                                              | Neiva–Darque                                      | 5,2 km     |
| 1997                                              | A 2                                               | Marateca–Alcácer do Sal                           | 25,3 km    |
| 1997                                              | A 3                                               | Braga (oeste)–Ponte de Lima                       | 30 km      |
| 1997                                              | A 8                                               | Torres Vedras (norte)–Bombarral                   | 20,1 km    |
| 1997                                              | A 28                                              | Perafita–Póvoa de Varzim (norte)                  | 20,7 km    |
| 1998                                              | A 2                                               | Alcácer do Sal–Grândola (sul)                     | 38 km      |
| 1998                                              | A 3                                               | Ponte de Lima–Valença                             | 35,1 km    |
| 1998                                              | A 6                                               | Montemor-o-Novo (este)–Estremoz                   | 45,9 km    |
| 1998                                              | A 6                                               | Elvas (oeste)–Caia                                | 18,5 km    |
| 1998                                              | A 11                                              | Apúlia–Vila Seca                                  | 4 km       |
| 1998                                              | A 12                                              | Palmela–Sacavém                                   | 36,1 km    |
| 1998                                              | A 16                                              | CRIL –Belas                                       | 4,2 km     |
| 1998                                              | A 24                                              | Bigorne–Peso da Régua                             | 24 km      |
| 1998                                              | A 28                                              | Póvoa de Varzim–Neiva                             | 29,4 km    |
| 1998                                              | A 30                                              | Sacavém–Póvoa de Santa Iria                       | 9,5 km     |
| 1998                                              | A 33                                              | Penalva–Montijo                                   | 15,8 km    |
| 1998                                              | A 36                                              | Sacavém–Pontinha                                  | 11,5 km    |
| 1998                                              | A 40                                              | Olival Basto–Montemor                             | 4,4 km     |
| 1999                                              | A 6                                               | Estremoz–Elvas                                    | 35,2 km    |
| 1999                                              | A 23                                              | Castelo Branco (norte)–Alcaria                    | 38,5 km    |
| Inauguração de troços de autoestradas nos anos 90 | Inauguração de troços de autoestradas nos anos 90 | Inauguração de troços de autoestradas nos anos 90 | 1.043,3 km |

### Anos 2000
| Ano  | Autoestrada | Troço                                  | Extensão |
| ---- | ----------- | -------------------------------------- | -------- |
| 2000 | A 22        | Alcantarilha–Albufeira                 | 9,3 km   |
| 2000 | A 23        | Abrantes (oeste)–Mouriscas             | 12,1 km  |
| 2000 | A 44        | Madalena–Coimbrões                     | 0,9 km   |
| 2001 | A 2         | Grândola (sul)–Castro Verde            | 58,2 km  |
| 2001 | A 8         | Caldas da Rainha–Marinha Grande (este) | 42,3 km  |
| 2001 | A 14        | Montemor-o-Velho (oeste)–Ançã          | 22,4 km  |
| 2001 | A 15        | Caldas da Rainha–Santarém              | 40,2 km  |
| 2001 | A 25        | A 1 –Albergaria-a-Velha                | 4,7 km   |
| 2001 | A 28        | Viana do Castelo–Nogueira              | 6,4 km   |
| 2002 | A 2         | Castro Verde - Paderne                 | 62       |
| 2002 | A 8         | Marinha Grande Este - Leiria           | 4,4      |
| 2002 | A 13        | Marateca - Santo Estêvão               | 29,5     |
| 2002 | A 14        | Ançã - Coimbra Norte                   | 5,5      |
| 2002 | A 23        | Mouriscas - Gardete                    | 28,2     |
| 2002 | A 23        | Belmonte Sul - Guarda                  | 32,5     |
| 2002 | A 36        | Buraca - Algés                         | 5,2      |
| 2002 | A 41        | Argonchilhe - Espinho                  | 5,4      |
| 2003 | A 10        | Bucelas - Arruda                       | 6,9      |
| 2003 | A 11        | Braga - Guimarães Oeste                | 18,7     |
| 2003 | A 22        | Bensafrim - Alcantarilha               | 38,3     |
| 2003 | A 23        | Gardete - Castelo Branco Norte         | 44,7     |
| 2003 | A 23        | Alcaria - Belmonte Sul                 | 21,5     |
| 2003 | A 24        | Castro Daire Norte - Bigorne           | 8,4      |
|      |             |                                        |          |

| Data de Inauguração | Sublanços | Extensão (km)                                        |
| ------------------- | --- | ---------------------------------------------------- |
| 2004                | A 7 => Fafe - Cabeceiras de Basto A 17 => Mira Norte - Aveiro A 24 => Arcas - Castro Daire Norte A 24 => Peso da Régua - Vila Real Norte A 25 => Guarda - Vilar Formoso A 29 => Maceda - Estarreja A 29 => Vilar de Andorinho - Miramar A 44 => Valadares - Madalena | 20 25 9,7 21,8 35,8 15,8 5,3 3,1                     |
| 2005                | A 7 => Vila do Conde - Famalicão A 7 => Selho - Vila Pouca de Aguiar A 10 => Benavente - A 13 A 11 => Vila Seca - Braga A 13 => Santo Estêvão - Almeirim A 21 => Mafra - Malveira A 24 => Viseu - Arcas A 25 => Albergaria-a-Velha - Boa Aldeia A 27 => Nogueira - Ponte de Lima A 28 => Viana do Castelo - Agrela A 41 => Alfena - Lordelo A 42 => Lordelo - Paços de Ferreira Este | 20,3 66,2 7,4 23,4 49,2 5,3 24 46,4 17,6 17,5 8,9 10 |
| 2006                | A 4 => Matosinhos - Águas Santas A 10 => Arruda - Carregado A 11 => Selho - Castelões A 13 => Entroncamento - Tomar A 17 => Monte Redondo - Louriçal A 24 => Vila Pouca de Aguiar - Vila Verde da Raia A 25 => Boa Aldeia - Guarda A 34 => Pombal - A 1 A 42 => Paços de Ferreira Este - Lousada A 42 => Sernande - Felgueiras VRI                                                   | 8,2 10,6 26,1 8,8 12,2 45,5 85,7 5 11 - 3            |
| 2007                | A 10 => Carregado - Benavente A 17 => Marinha Grande - Monte Redondo A 24 => Vila Real - Vila Pouca de Aguiar A 41 => Perafita - Alfena A 44 => Coimbrões - Ponte do Freixo | 14,9 20 22,1 14,3 4,8                                |
| 2008                | A 17 => Louriçal - Mira Norte A 21 => Ericeira - Mafra A 21 => Venda do Pinheiro - Malveira A 28 => Argela - Vilar de Mouros | 59,1 12,2 3,2 4,6                                    |
| 2009                | A 4 => Ponte Internacional de Quintanilha A 16 => Belas - Lourel A 16 => Ranholas - Alcabideche A 29 => Estarreja - Angeja | 2,1 11,1 8,4 12,9                                    |
| 2010                | A 4 => Amarante - Padornelo A 8 => Leiria Oeste - Azóia A 24 => Vila Verde da Raia - Espanha A 43 => Jovim - Covelo | 3,9 3,1 1,1 8                                        |
| 2011                | A 4 => Vila Real - Justes A 4 => Lamas de Orelhão - Parada de Cunhos A 4 => Variante de Bragança A 19 => Porto de Mós - Azóia A 32 => Carvalhos - Oliveira de Azeméis A 33 => Monte da Caparica - Charneca da Caparica A 36 => Pontinha - Buraca A 41 => Alfena - Argonchilhe A 43 => Covelo - Aguiar de Sousa                                                                       | 7,8 13,4 2,2 13,3 34,7 3,8 33,2 3,5                  |
| 2012                | A 4 => Justes - Pópulo A 4 => Murça - Lamas de Orelhão A 4 => Mirandela - Amendoeira A 4 => Bragança - Quintanilha A 13 => Penela - Amalaguês A 13 => Tomar - Alvaiázere A 13-1 => Condeixa-a-Nova - Amalaguês A 33 => Charneca da Caparica - Penalva | 8,6 12,8 17,1 12,5 11,8 26,6 9,4 20,8                |
| 2013                | A 4 => Parada de Cunhos - Vila Real A 4 => Pópulo - Murça A 4 => Amendoeira - Bragança A 13 => Alvaiázere - Penela A 13 => Tomar Sul - Tomar Norte | 11,2 8,5 32,2 20,8                                   |
| 2014                | A 13 => Amalaguês - Coimbra Sul A 16 => Pontinha - Lisboa | 7 1                                                  |
| 2015                | A 26 => Sines - Santiago do Cacém | 9                                                    |
| 2016                | A 4 => Padronelo - Parada de Cunhos A 5 => Cascais - Birre | 25,4 0,2                                             |
| 2017                | A 26-1 => Sines - Vila Nova de Santo André | 3,5                                                  |

### Anos 20
Nos anos 20 inaugurou-se até 2021 dois troços de autoestradas, com uma extensão de 14,5 km.

#### 2020
Abertura do troço da   A 26  entre a   A 2  e Figueira dos Cavaleiros, com uma extensão de 12,2 km.

#### 2021
Abertura do troço da   A 25  entre Vilar Formoso e Espanha, com uma extensão de 2,3 km.

## Inclusão nos Itinerários Principais e Complementares
| Autoestrada | IC / IP           | Troço |
| ----------- | ----------------- | --- |
| A 1         | IP 1 IC1 IC2 IC23 | Sacavém - Carvalhos Ponte da Arrábida - Vila d'Este Ponte da Arrábida - Carvalhos Póvoa de Santa Iria - Alverca Ponte da Arrábida - Coimbrões |
| A 2         | IP 1 IP 7 IP 2    | Palmela - Paderne Ponte 25 de Abril - Marateca Castro Verde - Paderne                                                                         |
| A 3         | IP 1 IP 9 IC1     | Porto - Valença Braga Sul - Ponte de Lima São Pedro da Torre - Espanha                                                                        |
| A 4         | IP 2 IP 4 IP 9    | Macedo de Cavaleiros - Bragança Matosinhos - Quintanilha Penafiel - Vila Real                                                                 |
| A 5         | IC15              | Lisboa - Cascais |
| A 6         | IP 2 IP 7         | Évora - Estremoz Marateca - Caia |
| A 7         | IP 9 IC5          | Selho - Guimarães Sul Vila do Conde - Vila Pouca de Aguiar                                                                                    |
| A 8         | IP 6 IC1 IC36     | A-da-Gorda - Caldas da Rainha Lisboa - Marinha Grande - Leiria Este                                                                           |
| A 9         | IC2 IC18          | Bucelas - Alverca Estádio Nacional - Alverca                                                                                                  |
| A 10        | IC2 IC11          | Bucelas - Carregado - Benavente |
| A 11        | IP 9 IC14         | Braga - Castelões Apúlia - Braga |
| A 12        | IP 1 IC3          | Sacavém - Palmela Montijo - Setúbal |
| A 13        | IC3 IC11          | Santo Estêvão - Almeirim Entroncamento - Coimbra Sul Marateca - Benavente                                                                     |
| A 14        | IP 3              | Figueira da Foz - Coimbra Norte |
| A 15        | IP 6              | Caldas da Rainha - Santarém |
| A 16        | IC16 IC30         | Sintra - Pontinha Alcabideche - Sintra |
| A 17        | IC1               | Marinha Grande - Aveiro |
| A 19        | IC2               | Porto de Mós - Leiria |
| A 20        | IP 1 IC23         | Outeiro - Carvalhos Francos - Oliveira do Douro                                                                                               |
| A 22        | IP 1 IP 2 IC4     | Paderne - Castro Marim Paderne - Faro Bensafrim - Faro                                                                                        |
| A 23        | IP 2 IP 6         | Gardete - Guarda Torres Novas - Castelo Branco                                                                                                |
| A 24        | IP 3              | Viseu - Vila Verde da Raia |
| A 25        | IP 5              | Barra - Vilar Formoso |
| A 26        | IP 8              | Sines - Santiago do Cacém |
| A 27        | IP 9              | Viana do Castelo - Ponte de Lima |
| A 28        | IC1               | Ponte da Arrábida - Caminha |
| A 29        | IC1               | Aveiro - Vilar de Andorinho |
| A 30        | IC2               | Lisboa - Póvoa de Santa Iria |
| A 31        | IC2               | Ponte do Açude - Trouxemil |
| A 32        | IC2               | São João da Madeira - Carvalhos |
| A 33        | IC32              | Monte da Caparica - Montijo |
| A 34        | IC8               | A 1 - Pombal |
| A 35        | IC12              | Santa Comba-Dão - Canas de Senhorim |
| A 36        | IC17              | Algés - Sacavém |
| A 37        | IC19              | Buraca - Ranholas |
| A 38        | IC20              | Costa da Caparica - Almada |
| A 39        | IC21              | Barreiro - Coina |
| A 40        | IC22              | Lisboa - Montemor |
| A 41        | IC24              | Perafita - Espinho |
| A 42        | IC25              | Lordelo - Paços de Ferreira Este |
| A 43        | IC29              | Porto - Covelo |
| A 44        | IC23              | Coimbrões - Ponte do Freixo |

## Áreas de serviço
Em 2019 existiam 72 áreas de serviço, localizadas dentro das autoestradas, espalhadas por todo o país. A Galp é a maior marca dentro das áreas de serviço das autoestradas com 24 lojas, a BP em segundo lugar com 20 lojas, a Repsol com 13 lojas, a Cepsa com 12 lojas e a Prio com 3 lojas.

## Concessionárias
- Brisa -
- Ascendi -
- AE XXI - Auto-Estrada Transmontana -
- Auto-Estradas do Atlântico -
- Auto-Estradas do Litoral Oeste -
- Auto-Estradas do Norte Litoral -
- Brisal -
- Euroscut Algarve -
- Norscut -
- GLOBALVIA A23-Beira Interior -

- Auto-Estrada do Marão
- Auto-Estradas do Baixo Tejo
- Auto-Estradas do Douro Litoral
- Estradas da Planície
- Mafratlântico
- Infraestruturas de Portugal, S.A.